# پیلگژمکا (استان سلیزیا سفلی)
پیلگژمکا (به لهستانی:  Pielgrzymka) یک روستا در لهستان است که در گمینا پیلگژمکا واقع شده‌است. پیلگژمکا ۹۱۰ نفر جمعیت دارد.